# Constitution grecque de 1952
Pour les articles homonymes, voir Constitution grecque.
Constitution de 1911 Constitution de 1968
La Constitution grecque de 1952 est la sixième constitution de l'Histoire de la Grèce contemporaine (si l'on excepte les projets jamais mis en application). 
Entrée en vigueur le 1er janvier, elle remplace la Constitution de 1864-1911 et met en place une monarchie parlementaire dans laquelle la couronne jouit de pouvoirs assez étendus. Cette constitution est suspendue par la junte militaire qui prend le pouvoir en 1967 et remplacée par une nouvelle loi fondamentale plus autoritaire en 1968.

## Une mise en place difficile
Après la Seconde Guerre mondiale, la Grèce connaît une période de très forte instabilité, marquée par un conflit entre monarchistes et républicains et surtout par une longue guerre civile opposant communistes et libéraux pro-occidentaux. Dans ce contexte difficile, une assemblée constituante est élue, le 31 mars 1946, pour réviser la loi fondamentale en vigueur tandis qu'un référendum est convoqué le 1er septembre suivant pour déterminer la forme du régime de l'État. Mais alors que l'institution monarchique est confirmée par la consultation populaire, l'assemblée constituante tarde à donner au pays une nouvelle loi fondamentale. En 1949, elle n'a ainsi voté que huit articles du projet constitutionnel.
Durant plus de deux ans, le projet est mis en sommeil et c'est seulement le 22 décembre 1951 que le parlement hellénique l'adopte. Publiée au Journal officiel grec, la nouvelle constitution entre finalement en vigueur le 1er janvier 1952. Elle ne modifie toutefois que superficiellement l'ancienne loi fondamentale du royaume de Grèce et la plupart de ses innovations sont inspirées de la Constitution républicaine de 1927.

## Caractéristiques principales

### Monarchie parlementaire et souveraineté populaire
Comme la Constitution de 1864-1911, celle de 1952 fait de la Grèce une « démocratie royale », autrement dit une monarchie parlementaire. La souveraineté réside entièrement dans la nation (art. XXI, alinéa 2) et l'article XLIV précise que « le roi n'a d'autres pouvoirs que ceux qui lui sont conférés par la Constitution ». Toutefois, le peuple ne peut exercer sa souveraineté que de manière indirecte, à travers ses représentants. Autrement dit, l'usage du référendum ou de l'initiative populaire ne sont pas reconnus par la Constitution.
La nouvelle Constitution garantit le respect des libertés fondamentales : égalité devant la loi, liberté de conscience, liberté individuelle, liberté de réunion, habeas corpus, droit de propriété, etc..

### Séparation des pouvoirs
La Constitution proclame officiellement la séparation des pouvoirs exécutif, législatif et judiciaire.
En apparence, cette séparation est imparfaite puisque le roi doit donner sa sanction aux lois votées par le Parlement (Boulè) pour que celles-ci puissent entrer en vigueur (art. XXXVI). Néanmoins, le droit de véto du souverain reste tout théorique et, dans les faits, la couronne n'a pas la capacité de s'opposer aux lois adoptées par la Chambre. L'initiative des lois appartient par contre à parité au Parlement et au roi, qui l'exerce par l'intermédiaire du gouvernement.
Maître de l'exécutif (art. XXVII), le monarque a la faculté de dissoudre la Chambre (art. XXXVII). Il est par ailleurs le chef des armées et a la faculté de déclarer la guerre, de signer des traités internationaux ou de conclure la paix (art. XXXII). Malgré tout, le souverain est également irresponsable et tous ses actes doivent être contresignés par un ministre compétent (art. XXIX et XXXe).
Finalement, le pouvoir judiciaire est exercé par des tribunaux ayant à leur tête des juges nommés à vie et des magistrats permanents, eux-mêmes encadrés par un Conseil suprême de la magistrature composé de conseillers à la Cour de cassation (Aréopage). Ce sont ces mêmes tribunaux qui sont habilités à vérifier la constitutionnalité des lois votées par le Parlement à chaque fois qu'ils sont saisis d'une affaire.

### Oubli des droits sociaux
Contrairement à d'autres lois fondamentales du XXe siècle, la Constitution grecque de 1952 ne fait aucune référence à d'éventuels droits sociaux. La guerre civile et l'interdiction du communisme qui l'a suivie en sont largement les causes.

### Procédure de modification du texte
Texte « rigide » issu du pouvoir législatif, la Constitution de 1952 ne peut normalement être modifiée que par un vote de la Chambre, autrement dit des députés élus par le peuple souverain.
C'est toutefois un coup d'État organisé par une faction des forces armées le 21 avril 1967 qui aboutit à l'abrogation de la Constitution et à son remplacement par une nouvelle loi fondamentale beaucoup plus autoritaire en 1968[réf. nécessaire].

## Dispositions nouvelles

### Droits des femmes
L'article LXX de la Constitution autorise officiellement le législateur à promulguer une loi conférant aux femmes le droit de vote.
Une phrase explicitative est par ailleurs ajoutée à l'article XLV de la Constitution afin de modifier l'ordre de succession à la couronne et de permettre aux filles du monarque d'accéder à la couronne si elles n'ont pas de frère.

### Renforcement de l'exécutif
Les pouvoirs du roi et de l'exécutif en général sont renforcés par la nouvelle constitution. Lorsque la Chambre a suspendu ses travaux, le souverain est ainsi autorisé à promulguer des décrets-lois pour régler les affaires urgentes et exceptionnelles du pays. Les décrets royaux doivent certes être reconnus conformes par une commission de députés représentant au moins un cinquième des parlementaires mais le choix de ces mêmes députés n'est soumis à aucune règle de proportionnalité des partis, ce qui peut favoriser la mise à l'écart de certaines mouvances politiques. Les décrets-lois royaux jouissent par ailleurs d'une valeur juridique égale à celle des lois votées par le Parlement.
L'article XCI règlemente l'état de siège d'une façon plus stricte que ne le faisait la précédente constitution. En situation exceptionnelle, le roi peut, sur proposition du conseil des ministres, suspendre les libertés fondamentales et instituer des tribunaux d'exception. Le Parlement a toutefois dix jours pour ratifier le décret royal proclamant l'état de siège et les députés ont alors la possibilité d'abroger le texte. La grande nouveauté réside dans le fait que les situations exceptionnelles dans lesquels l'état de siège peut être proclamé ne se limitent plus aux guerres : le souverain peut désormais instaurer un régime d'exception « en cas de troubles graves ou de menaces évidentes pour l'ordre public et la sécurité du pays, du fait de dangers intérieurs ».
Contrairement à la précédente constitution monarchique, celle de 1952 insiste par contre sur le fait que le gouvernement doit bénéficier de la confiance du Parlement. Une motion de censure peut être obtenue avec le soutien de deux cinquièmes au moins des députés mais, en cas d'échec, elle ne peut être à nouveau votée qu'après un délai de deux mois.

### Limitations apportées aux libertés individuelles
L'article II, dans son alinéa 4, retire aux fonctionnaires et aux personnes morales de droit public le droit de grève. Leur liberté d'association est également soumise à des limitations. Surtout, les communistes se voient exclus de la fonction publique et les fonctionnaires ne peuvent en aucun cas exercer de mandat politique.
La liberté de la presse est réaffirmée et la censure interdite (art. XIV). Contrairement à l'ancienne loi fondamentale, la nouvelle constitution donne toutefois le droit à l'État de saisir des publications dont le contenu séditieux serait dirigé contre l'intégrité nationale ou pousserait à la commission de crimes de haute trahison. L'édition de journaux n'est par ailleurs autorisée qu'aux citoyens grecs jouissant de leurs droits politiques.
L'article LXIII de la Constitution renforce par contre l'immunité parlementaire, notamment en cas de proclamation de l'état de siège.

### Administration locale
Officiellement, l'organisation administrative de l'État repose sur la déconcentration et la décentralisation locale. L'article XCIX établit ainsi l'élection des autorités communales et municipales au suffrage universel. Il ne s'agit cependant ici que d'un simple principe directeur et la Constitution de 1952 va donc moins loin à ce sujet que la Constitution républicaine de 1927.

## Dispositions spéciales

### Place de l'Église grecque dans la société
L'article premier reconnaît la religion orthodoxe comme la religion dominante en Grèce. L'Église et l'État ne sont donc nullement séparés, même si la première est reconnue autocéphale et possède son propre gouvernement. En outre, seules les religions reconnues par l'État sont libres et « nul ne peut se dispenser de l'accomplissement de ses devoirs envers l'État et refuser les lois du pays à cause de ses croyances religieuses ».

### Établissement des paysans sans terre
Alors que l'article XVII renforce le droit de propriété et oblige l'État à rembourser intégralement un propriétaire dont les biens seraient saisis pour le bien public, l'article CIV facilite l'expropriation des grands propriétaires en faveur des cultivateurs et des petits éleveurs sans terre.

## Texte de la Constitution
(el) Constitution de 1952.

### Note
1. ↑  En Grèce, le Parlement est traditionnellement monocaméral même si un Sénat a pu exister durant certaines périodes de l'histoire du pays et notamment sous la Deuxième République hellénique (Manessis 1954, p. 297).